# Horace Grant
Horace Junior Grant (* 4. Juli 1965 in Augusta, Georgia) ist ein ehemaliger US-amerikanischer Basketballspieler, der von 1987 bis 2004 in der NBA für die Chicago Bulls, Orlando Magic, Seattle SuperSonics und Los Angeles Lakers aktiv war. Grant gewann mit den Bulls dreimal (1991–1993) und mit den Lakers einmal (2001) die NBA-Meisterschaft.

## Karriere
Grant wurde im NBA-Draft 1987 an 10. Stelle von den Chicago Bulls ausgewählt. Er war zunächst Ersatzmann von Power Forward Charles Oakley und kam pro Partie auf etwa 22 Spielminuten. Nachdem Oakley im nächsten Jahr transferiert wurde, wurde Grant zum Stammspieler und war konstant für 12 Punkte und 8 Rebounds pro Spiel gut. Er gewann viermal die NBA-Meisterschaft und wurde für seine harte Verteidigungsarbeit als „General Grant“ gelobt. Insgesamt wurde Grant viermal ins All-Defensive-Team der besten Abwehrspieler gewählt sowie 1994 in das NBA All-Star Game eingeladen.
1994 wurde Grant zu den Orlando Magic um Superstar Shaquille O’Neal transferiert. Als Power Forward an der Seite O’Neals erreichte er 1995 das NBA-Finale, konnte aber das 0:4-Debakel gegen die Houston Rockets nicht verhindern. Die Magic transferierten Grant 1999 zu den Seattle SuperSonics, ehe er ein Jahr darauf zu den Los Angeles Lakers wechselte und erneut Sekundant von O’Neal wurde. Mit L. A. gewann Grant seinen vierten Meistertitel, ehe er für zwei Jahre zurück nach Orlando ging.
Im Jahr 2003 wechselte er, nach einem erfolglosen zweiten Jahr in Orlando, noch einmal zu den Lakers und beendete 2004 im Alter von 39 Jahren seine Karriere.
Grant war während seiner Karriere für seine große Wraparound-Plexiglasbrille bekannt.

## Privatleben
Horace Grant ist der Zwillingsbruder von Harvey Grant, der ebenfalls in der NBA spielte. Er hat außerdem drei Neffen, Jerami, Jerian und Jerai Grant, welche auch alle professionelle Basketballspieler sind.